# Star Wars: Knights of the Old Republic
Pour le remake en développement, voir Star Wars: Knights of the Old Republic Remake.
Star Wars: Knights of the Old Republic (abrégé KOTOR) est un jeu vidéo de rôle développé par BioWare et édité par LucasArts. Tiré de la franchise Star Wars, le jeu est sorti le 11 septembre 2003 sur Xbox et le 5 décembre 2003 sur Windows et Mac OS.
L'histoire se déroule quatre millénaires avant l'avènement de l'Empire galactique, à une époque où l'Ancienne République menace de s'effondrer, attaquée de plein front par une armada sous les ordres du Seigneur Sith Dark Malak. Le jeu suit le périple d'un groupe d'aventuriers au service de la République et de l'Ordre Jedi, qui part à la recherche d'indices sur l'origine de la menace Sith.
Immense succès critique et commercial, le titre s'est vendu à plus de trois millions d'exemplaires. Encensé par la critique pour son système de jeu et son scénario, qui crée et utilise une partie de l'univers étendu de Star Wars jusqu'alors inconnue, il est considéré comme l'un des meilleurs jeux vidéo basés sur la franchise de George Lucas. Son succès contribua au développement de cette partie de l'univers étendu, au travers d'autres jeux vidéo ainsi que d'une série de comics et de romans.
En septembre 2021 est annoncé un remake du jeu, avec une sortie sur Windows et PlayStation 5.

## Trame

### Univers

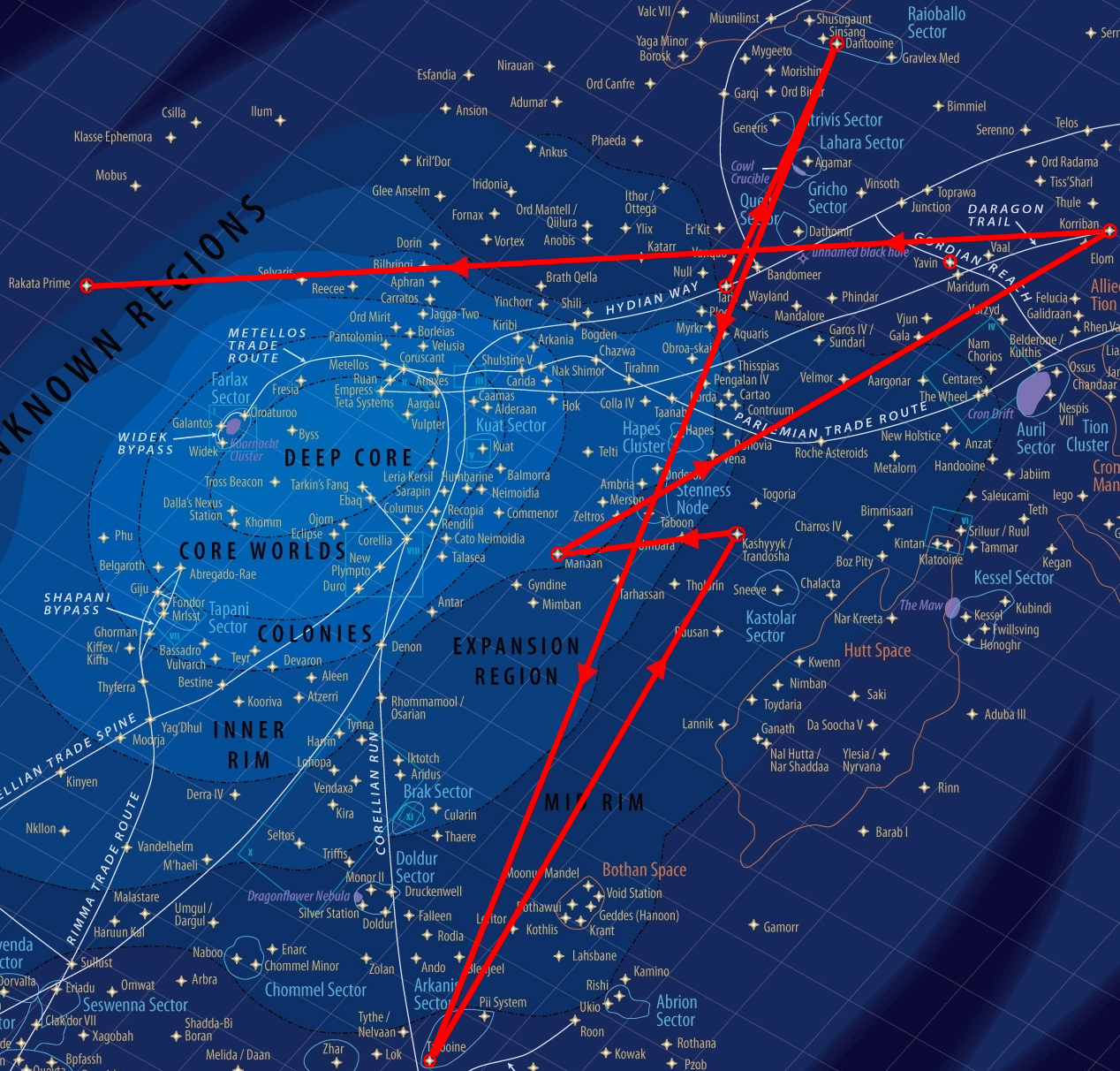
La quête de la Forge Stellaire.

Le jeu permet d'explorer un certain nombre de planètes de l'univers Star Wars, certaines ayant déjà été mentionnées dans les films ou d'autres jeux vidéo, tandis que d'autres ont été imaginées par les développeurs. Après le prologue à bord du croiseur républicain Endar Spire, le héros et son équipe commencent leur aventure sur Taris, une œcuménopole semblable à Coruscant où des populations issues d'espèces différentes sont réparties selon leur place dans la hiérarchie sociale. Ils se dirigent ensuite vers Dantooine, un monde couvert de plaines au climat tempéré, abritant une académie Jedi. Le groupe doit ensuite explorer quatre planètes où se trouveraient des indices permettant de remonter jusqu'à la Forge Stellaire : Tatooine, planète désertique récurrente dans l'univers Star Wars,, ; Manaan, un monde-océan où se trouve une unique cité dirigée par les selkaths, un peuple amphibien ; Kashyyyk, monde forestier natal aux Wookiees ; et enfin Korriban, berceau historique de l'ordre Sith où se trouve encore une académie formant les nouveaux adhérents de l'Ordre. Après avoir exploré ces planètes à la recherche des fragments d'une carte galactique pointant à l'emplacement de la Forge Stellaire, le groupe se dirige vers Lehon, un monde recouvert d'îles où cohabitent différents clans appartenant à l'espèce Rakata, dont les ancêtres dirigeaient un immense empire 30 000 ans avant la bataille de Yavin,.

### Personnages
L'histoire se concentre sur un petit groupe de personnes issues d'espèces différentes, qui s'agrandit au fur et à mesure de l'aventure. Au début du jeu, le joueur dirige un jeune humain (dont il peut sélectionner l'apparence et les caractéristiques), affecté à bord de l’Endar Spire par la Jedi Bastila Shan. Celui-ci souffre d'amnésie et a des visions montrant un combat entre un groupe de Jedi et un mystérieux seigneur Sith. Il semble également développer un lien très étroit avec la Force. Il est rapidement rejoint par son binôme de garde, Trask Ulgo. Les deux se lancent à la recherche du capitaine Carth Onasi, commandant du croiseur attaqué. Une twi'lek nommée Mission Vao et son ami wookiee Zaalbar rejoignent ensuite le groupe sur Taris, lequel s'agrandit à la suite du sauvetage de la Jedi Bastila Shan dans les bas-fonds de la planète. Le héros est ensuite rejoint par Canderous Ordo, un mercenaire déterminé à quitter Taris par tous les moyens nonobstant le blocus planétaire décreté par les Sith. Sur les conseils de celui-ci, le héros fait l'acquisition de T3-M4, un droïde astromécano qui aide les aventuriers à quitter la planète. Ensemble, les sept personnages entament leur voyage à travers la Galaxie à bord du vaisseau-cargo Ebon Hawk et retournent auprès des maitres de l'Ordre Jedi. Le personnage contrôlé par le joueur entame sa formation de Jedi et rencontre un huitième personnage, la Jedi Juhani. Ils sont ensuite tous envoyés à la recherche de la Forge Stellaire. D'autres personnages sont également susceptibles de rejoindre le groupe au cours du jeu : Jolee Bindo sur Kashyyyk et HK-47 sur Tatooine. Il est possible de dialoguer avec chacun des membres du groupe au cours du jeu afin d'en apprendre davantage sur leur histoire.

### Scénario
L'histoire de Star Wars: Knights of the Old Republic peut être parcourue de bien des manières par le joueur. Le scénario raconté ci-après est celui communément accepté par les canons officiels. Dans cette version, le personnage incarné par le joueur est un homme s'orientant vers le Côté lumineux de la Force. La partie « Histoire alternative » détaille les autres chemins possibles.

#### Toile de fond
La galaxie de Star Wars est le théâtre des affrontements millénaires entre les Chevaliers Jedi et les Seigneurs Sith, deux factions opposées de personnes sensibles à la Force, un champ énergétique mystérieux leur procurant des pouvoirs psychiques. Les Jedi maîtrisent le Côté lumineux de la Force, pouvoir bénéfique et défensif, pour maintenir la paix dans la galaxie. Les Sith utilisent le Côté obscur, nuisible et destructeur, pour leurs usages personnels et pour dominer la galaxie.
En 3 956 av. BY, la République galactique est sur le point de s'effondrer. Dark Malak, le dernier apprenti survivant de Dark Revan, a lancé une armada Sith en apparence invincible à la conquête de la galaxie. De nombreux chevaliers Jedi ont été tués et un plus grand nombre encore a juré allégeance au Maître des Sith. En orbite autour de la planète Taris, un vaisseau de la République, l'Endar Spire, est victime d'une attaque surprise de la flotte Sith.
À ce moment, une jeune recrue de la République est réveillée à bord du vaisseau par la violence de l'attaque, c'est le héros de l'aventure.

#### Fuite de l'Endar Spireet de Taris
Le jeune personnage incarné par le joueur, a des visions d'un combat entre des Jedi et un seigneur Sith. À son réveil, il rencontre Trask Ulgo, un enseigne de la République qui l'informe que le vaisseau est attaqué et que son devoir est de protéger la Jedi Bastila Shan, commandant du vaisseau. Ils croisent Dark Bandon, un Padawan passé du Côté obscur de la Force et officiant comme l'apprenti de Dark Malak. Ulgo est tué mais le héros parvient à s'enfuir, aidé par Carth Onasi, un officier qui l'informe que Bastila Shan a quitté le vaisseau. Ils réussissent tous les deux à prendre une capsule de sauvetage juste avant la destruction de l'Endar Spire, et à rejoindre la surface de la planète Taris.
Sur Taris, les deux hommes partent à la recherche de Bastila ainsi que d'un moyen de quitter la planète, soumise à un blocus par les forces Sith. Un informateur leur conseille de rencontrer dans la cantina de la ville basse le mercenaire Mandalorien et vétéran des guerres mandaloriennes, Canderous Ordo, le seul homme qui peut leur fournir le moyen de fuir la planète.
Rendus dans la ville basse, les deux hommes apprennent par Gadon Thek, le chef du gang des Beks Cachés, que Bastila est retenue prisonnière par le gang rival des Vulkars Noirs. Ceux-ci vont la mettre en jeu comme lot lors du prix d'ouverture de la saison annuelle de course de Fonceurs. Les deux hommes doivent donc s'y inscrire sous la coupe des Beks pour tenter de gagner Bastilla à la course. Afin de maximiser leurs chances, les Beks envoient le héros et le capitaine Onasi infiltrer la base des Vulkars Noirs d'où ils pourront voler un prototype de réacteur de fonceur surpuissant. Ils passent par les profondeurs de Taris, là où les bannis de la ville tentent de survivre dans une terrible misère. Ils y rencontrent Mission Vao, une jeune twi'lek dont l'ami wookiee, Zaalbar, est retenu prisonnier par les Vulkars. Une fois la course gagnée par le héros, le chef des Vulkars Noirs, Brejik refuse de libérer Bastila sous pretexte que les Beks auraient triché. S'ensuit un combat qui permettra à la Padawan de récupérer son sabre-laser et de rejoindre les deux hommes.
Le groupe part ensuite à la rencontre de Canderous Ordo qui leur soumet un plan pour voler l'Ebon Hawk, le vaisseau de Davik Kang, son employeur et seigneur du crime local. Il a tout d'abord besoin d'équipiers pour infiltrer la base Sith de Taris afin d'obtenir des codes de décollage leur permettant de quitter la planète sans être canardés par les vaisseaux Sith en orbite. Ils auront également besoin d'un droïde astromécano, à savoir T3-M4. Une fois ces objectifs atteints, Canderous rejoint le groupe et aide celui-ci à s'infiltrer dans la propriété de Davik Kang. Ils parviennent à voler l'Ebon Hawk après un combat contre Kang et l'un de ses lieutenants, le mercenaire chasseur de primes Calo Nord. Sans le savoir, le groupe fuit Taris in extremis, car Dark Malak a entre-temps ordonné le bombardement à grande échelle de la planète et sa destruction totale pour s'assurer de la mort de Bastila.

#### Auprès des Jedi
Le groupe se réfugie alors sur la planète Dantooine, où se trouve l'Enclave Jedi dans laquelle ils seront en sûreté. Bastila fait son rapport au Conseil Jedi qui demande à rencontrer le jeune soldat amnésique. Ce dernier a eu entre-temps une nouvelle vision : il voit Dark Revan et Dark Malak recherchant ensemble un artefact mystérieux : la Forge Stellaire. Estimant que les visions du jeune homme sont la clé pour découvrir ce qui donne tant de puissance aux Sith, le conseil des Jedi propose à ce soldat d'élite, dont le lien avec la force n'est plus à prouver, de le former à la maîtrise de la force et à la voie des Jedi. Dans le cadre de sa nouvelle formation de Jedi, le conseil lui confie une première mission : Entrer dans un très ancien dédale souterrain de Dantooine, corrompu par le Côté obscur. Sur le chemin, il rencontre des guerriers mandaloriens reconvertis en fauteurs de troubles ainsi que la Cathar Juhani, une Jedi tourmentée et détournée de sa formation, qui l'attaque. Elle a trouvé refuge dans le Côté Obscur après avoir tué son Maître. Il parvient cependant à la convaincre de retourner auprès du Conseil. Il regagne l'Enclave Jedi où le Conseil l'élève au rang de Padawan et le remercie d'avoir aidé Juhani, qui rejoint par ailleurs son groupe dans la quête des cartes stellaires.
Le Padawan retourne à sa mission et découvre les ruines corrompues par le Côté Obscur, qu'il a reconnu de sa vision. Il y rencontre un droïde très ancien. Celui-ci lui parle de deux visiteurs — probablement Malak et Revan — et lui explique que ce lieu est un monument dédié à la Forge Stellaire, une « machine d'une puissance infinie, un outil de conquête imparable » qui justifierait l'armada de conquête actuelle des Sith. Le Padawan découvre ensuite que l'emplacement de cette Forge est caché dans des Cartes Stellaires fragmentées et réparties sur cinq planètes : Dantooine, Tatooine, Kashyyyk, Manaan et Korriban. Le Conseil Jedi confie au héros et à son équipe la mission de retrouver les quatre Cartes manquantes et, de facto, la Forge.

#### La quête des Cartes Stellaires
Alors qu'il se dirige vers Tatooine, le Padawan a une nouvelle vision. Dark Malak cherche à savoir comment Bastila s'est échappée de Taris, rendant ainsi la destruction de Taris une catastrophe, tant sur les plans humain que stratégique. L'amiral Karath lui amène alors Calo Nord, lui-même rescapé de celle-ci, qui lui explique la situation. Le Sith le recrute pour capturer la Padawan Bastila et son compagnon. Une deuxième vision que le héros partage avec Bastila occupe alors son esprit. Il voit la Carte Stellaire sur Tatooine à côté du corps d'un extra-terrestre. Après s'être posé sur l'astroport d'Anachore (l'une des principales villes de la planète), le groupe apprend que celle-ci est exploitée principalement par la Corporation Czerka, un groupe industriel répandu. Ils apprennent ensuite qu'une tribu d'Hommes des Sables attaque sans cesse les mineurs de la compagnie. Ils se proposent d'aller négocier et espèrent ainsi pouvoir en profiter pour chercher des informations sur la Carte Stellaire auprès des autochtones. Le groupe achète un droïde parlant le dialecte des Hommes des Sables, HK-47, également droïde assassin de sa première fonction, à un marchand nommé Yuka Laka. Le groupe parvient à infiltrer la tribu des Hommes des Sables grâce à des costumes pris sur des cadavres d'éclaireurs, ils apprennent que la Carte se situe dans les ruines d'un temple situé dans la Mer de dunes orientale. En chemin, ils combattent Calo Nord venu les capturer, puis découvre la carte holographique dans des ruines gardées par un dragon Krayt, qu'ils parviennent à tuer avec l'aide d'un chasseur Twi'lek local, Komad Fortuna.
La planète Kashyyyk est également dominée par la gigantesque Corporation Czerka  qui a pris la licence de la renommer Edean. C'est le monde natal des Wookiees, créatures puissantes réduites en esclavage par la Czerka. Zaalbar y est capturé par son frère, Chuundar, qui a pris le pouvoir et livre sans merci ses congénères à la Czerka. Le groupe rencontre également Jolee Bindo, un consulaire Jedi exilé vivant en ermite, qui se joint à eux. Il semble savoir où se trouve la Carte Stellaire sur ce monde. Il accepte de livrer ses informations si le groupe l'aide à se débarrasser d'un groupe de braconniers sans violence. Une fois cette tâche accomplie, le groupe doit désactiver des boucliers de protection pour atteindre un ordinateur renfermant la Carte Stellaire. Une fois la Carte découverte, le groupe libère Zaalbar avec l'aide de son père, Freyyr, et quitte la planète.
Sur la route de Manaan, le héros a une vision de Dark Malak demandant à Dark Bandon de retrouver les Jedi ainsi que de la Carte Stellaire. Elle est située sous l'eau, ce qui n'est pas étonnant puisque la planète est presque entièrement recouverte d'un océan. Le groupe part à la recherche de renseignements sur la Carte Stellaire et apprend que Roland Wann, l'ambassadeur de la République auprès des selkath en Ahto City, détient des renseignements qui pourraient les intéresser. Ce dernier demande, en échange de ceux-ci, qu'on lui ramène un droïde submersible de reconnaissance capturé par les Sith et gardé dans l'enceinte de leur propre ambassade. Après l'avoir récupéré, Wann apprend au groupe que la République a perdu le contact avec une station d'extraction de kolto à la suite de la découverte d'un artefact ancien, sans nul doute la carte stellaire. Le groupe s'y rend et est confronté par Dark Bandon, l'apprenti de Malak, qui leur barre la route. Les aventuriers, après avoir compris le problème lié à l'artefact, trouvent finalement la Carte aux abords de la station avec l'aide de deux scientifiques.
Alors qu'ils quittent Manaan, l’Ebon Hawk est pris par le Léviathan, le vaisseau amiral de Saul Karath, l'ancien mentor de Carth Onasi. Le groupe est capturé et Saul les informe que l'académie Jedi de Dantooine a été détruite, avant d'interroger le Padawan en attendant l'arrivée de Dark Malak lui-même. L'équipage parvient à élaborer un plan pour s'évader du vaisseau de l'amiral Sith et se trouve confronté à celui-ci. À l'approche de la mort, ce dernier fait une révélation qui stupéfie Carth Onasi. L'officier exige des explications à Bastila Shan, mais celle-ci demande qu'ils regagnent en priorité l'Ebon Hawk, après quoi elle promet de lui donner des explications concernant la révélation de l'amiral. Mais l'équipage encore à bord du vaisseau croise dans leur fuite la route du seigneur noir Malak qui révèle au padawan le secret révélé à Carth par Karath : Le Padawan n'est autre que Revan, son ancien Maître, capturé par le groupe de Jedi dirigé par Bastila Shan, et reprogrammé à la suite de cela, d'où son amnésie. Il réalise alors que Bastila et les membres du Conseil Jedi lui ont caché la vérité depuis le début. Bastila décide d'engager seule le combat contre Dark Malak afin de permettre à Revan et Carth Onasi de s'enfuir, mais le combat, perdu d'avance, se solde par sa capture.
L'équipage de l’Ebon Hawk part à la recherche de la dernière Carte Stellaire. Sur Korriban, l'équipage de l'Ebon Hawk doit infiltrer l'académie Sith dirigée par Uthar Wynn en se faisant passer pour des apprentis Sith. C'est une épreuve difficile pour le Padawan qui se retrouve directement confronté à la formation des Sith. Il doit se soumettre à leurs atrocités pour le bon déroulement de sa mission, sans pour autant céder à l’attrait du Côté Obscur. La Carte Stellaire se trouve dans la tombe du Seigneur Sith Naga Sadow, dont l'accès est condamné par un bassin d'acide et gardée par des Terentateks, des créatures attirées par le Côté Obscur de la Force. Après avoir convaincu Wynn qu'il est un apprenti prometteur, Revan obtient un accès à la tombe. Sur place, Wynn lui demande d'exécuter son autre apprentie, Yuthura Ban, ce qu'il refuse de faire. Il se ligue au contraire avec elle contre le Maître Sith et obtient en échange l'accès à la dernière Carte Stellaire. Les quatre cartes rassemblées leurs indiquent le système Lehon, l'emplacement supposé de la Forge Stellaire.

#### Bataille de la Forge Stellaire
Arrivé dans le système Lehon, l'Ebon Hawk est pris dans un champ disrupteur et se pose en catastrophe sur un monde inconnu. Avant de s'écraser, Carth Onasi a le temps d'envoyer les coordonnées du système à la République qui réunit ce qu'il reste de ses forces pour attaquer la Forge. Revan et ses compagnons découvrent les autochtones de la planète, les Rakatas. Ils sont séparés en différents clans : les Anciens, qui veulent restaurer la puissance de l'Empire Infini, l'un des premiers empires que la Galaxie ait connu et qui est à l'origine de la construction de la Forge Stellaire, et les Rakatas Noirs, des barbares avec qui ils sont en guerre. Ces derniers sont menés par l'Unique, qui a ordonné la capture dAnciens. Revan les libère et convainc les Anciens de le laisser entrer dans leur temple, la source du champ disrupteur qui protège la Forge Stellaire et qui a provoqué le crash de lEbon Hawk. Juhani et Jolee Bindo ont une vision de Revan en danger et le rejoignent dans le temple. Ils y retrouvent Bastila Shan qui a basculé du Côté Obscur de la Force du fait des tortures de Dark Malak. Ils parviennent à la vaincre et l'ancienne Jedi s'enfuit. Après avoir coupé le générateur de champ, ils retournent à l'Ebon Hawk et se lancent à l'assaut de la Forge Stellaire, en orbite autour du monde des Rakatas.
Ils entrent en contact avec les forces républicaines conduites par l'amiral Forn Dodonna et le Maître Jedi Vandar Tokare. Découvrant la défection de Bastila Shan, qui maîtrise la méditation de combat, une aptitude à faire usage de la Force à grande échelle pour faire basculer de cours d'une bataille en influant sur le moral et la combativité des hommes ; les deux leaders républicains décident une attaque désespérée contre la Forge Stellaire pour gagner à l'Ebon Hawk  le temps de l'aborder par surprise. Revan affronte Bastila Shan et parvient à la raisonner en lui déclarant son amour pour elle. Il va ensuite affronter son ancien apprenti, Dark Malak, et parvient à le vaincre. Bastila Shan retourne ensuite la méditation de combat pour permettre aux forces républicaines de gagner la bataille, tandis que l'Ebon Hawk fuit la Forge Stellaire quelques instants avant sa destruction.
Sur la planète des Rakatas, l'amiral Dodonna décore l'équipage de l'Ebon Hawk et le Conseil Jedi accueille Revan comme le « chevalier prodigue ».

### Fins alternatives
Le joueur peut choisir que Revan rejoigne Bastila Shan dans le Côté Obscur de la Force lors de leur confrontation sur la planète inconnue du système Lehon. Dans ce scenario alternatif, Revan tue ses compagnons de l'Ebon Hawk et parvient à rejoindre la Forge avec l'aide de Bastila Shan. Il y tue Dark Malak et reprend le commandement de l'armada Sith. Dominant la République, il ne la détruit pourtant pas et disparaît sans raison apparente.
Un holocron de Bastila Shan est retrouvé sur Korriban où elle raconte que les Sith ont perdu la guerre à la suite de la disparition de leur Maître (dans Star Wars: Knights of the Old Republic 2 - The Sith Lords). Celui-ci est parti dans les Régions inconnues pour stopper une grave menace ayant été à l'origine des Guerres Mandaloriennes.
S'il reste du côté Lumineux, il peut tenter de ramener Bastila à la raison. S'il y arrive, elle se joindra à lui pour éliminer Dark Malak. Mais si le joueur échoue, il doit la tuer avant d'aller affronter le Seigneur Sith.
Si le joueur choisit d'incarner une femme au début du jeu, l'intrigue romantique est modifiée : C'est Juhani qui révèle son amour à Revan (au lieu de son amitié si c'est un homme) et l'histoire d'amour principale ne concerne plus Bastila Shan mais Carth Onasi. Le joueur peut choisir de tuer ce dernier si son personnage rejoint le Côté Obscur de la Force. S'il reste dans le Côté Lumineux, Onasi se fait tuer par Shan.

### Scénarios annexes
Star Wars: Knights of the Old Republic propose au joueur de nombreuses quêtes annexes - qu'il n'est pas obligé de mener à bien - pour terminer le jeu. Parmi les principales quêtes annexes :
- Sur Taris, le joueur peut, depuis la Cantina de la Ville Haute, s'inscrire dans une arène où a lieu une compétition de combat. Pour remporter le tournoi, le joueur doit vaincre le duelliste Bendak Starkiller. Depuis celle de la Ville Basse, il peut également participer à des missions de chasseur de primes.
- Sur Dantooine, le joueur peut combattre des pillards Mandaloriens et aider une femme à retrouver son compagnon.
- Sur Tatooine, le joueur peut de nouveau s'inscrire à une manche du championnat de course de fonceurs, sur le modèle de celle de Taris -la seule à être obligatoire- et ainsi engranger des crédits. Il peut également y rencontrer Helena Shan, la mère de Bastila, et Griff Vao, le frère de Mission Vao.
- Sur Kashyyyk, le joueur peut partir à la recherche d'un Wookiee disparu dans les couches basses de la planète. Il peut également aider un Wookiee nommé Grrrwahr à combattre un groupe de Mandaloriens.
- Sur Manaan, le joueur peut une fois encore participer à une manche du Championnat de course de fonceurs. Il peut également participer à une enquête autour d'un procès pour meurtre, résoudre le mystère de la disparition de jeunes selkaths ou accomplir des missions pour un ordre secret de chasseurs de primes d'élite appelé le Genoharadan.
- Sur Korriban, le joueur peut partir à la recherche d'un holocron, traquer un renégat de l'Académie Sith, partir à la recherche d'un Maître Sith disparu nommé Jorak Uln ou encore explorer la tombe de l'un des premiers Seigneurs Noirs des Sith, Ajunta Pall. Le joueur pourra également se faire engager pour une mission de contrebande consistant à transporter une boîte jusqu'à Tatooine sans qu'il ne l'ouvre, sous peine de se peine de se retrouver dans une sorte de monde alternatif où il devra résoudre une énigme de logique bonus pour pouvoir en sortir.

## Système de jeu

### Généralités
Le jeu s'articule autour de trois axes principaux : l'exploration, les combats et les dialogues.
La plupart des déplacements du joueur s'effectuent à pied, sur les différentes planètes que le héros et son équipe sont amenés à visiter. Chacune des planètes permet une progression axée autour de la quête principale, mais offre également de nombreuses quêtes annexes, auxquelles le joueur peut accéder en parlant aux différents personnages non-joueurs. Le joueur peut s'adresser à des commerçants situés sur chacune de ces planètes afin d'acquérir du matériel et éventuellement vendre le surplus du sien. L'exploration planétaire est régulièrement entrecoupée de phases de combat au tour par tour -sur le principe des lancers de jeu de role- contre des adversaires humanoïdes, des droïdes ou la faune locale. Celles-ci permettent aux personnages d'obtenir de l'expérience et des objets (armes, armures, stimulants, etc.).
Afin de pouvoir rallier les différents systèmes stellaires, le joueur dispose de son propre vaisseau spatial, l'Ebon Hawk, qu'il acquiert au cours de sa mission sur Taris. Cet appareil permet en outre de dialoguer avec le reste de l'équipe ou d'améliorer son équipement. Lorsqu'il quitte le vaisseau pour explorer une planète, le joueur peut configurer un groupe, composé du personnage principal ainsi que de deux autres protagonistes, qu'il peut librement choisir.
Au début de l'aventure, la progression du joueur est limitée à la planète Taris, puis à Dantooine. Sitôt cette partie du jeu franchie, il est possible de choisir parmi l'une des destinations proposées celle que le joueur souhaite explorer, et même d'aller et venir librement d'une planète à une autre. L'action est régulièrement entrecoupée de scènes cinématiques qui interviennent à des étapes-clés du jeu.
Comme dans de nombreux jeux de rôle, il est possible de personnaliser son équipe sous de multiples aspects : le joueur peut répartir des points de caractéristique qui déterminent les grandes orientations de chacun des avatars (points de vie, dégâts, résistance, etc.), il peut en outre accorder des points de compétence qui permettent de déterminer la spécialisation de chacun d'entre eux, comme l'informatique, la persuasion ou les premiers soins. Enfin, il peut gérer l'équipement de chaque personnage, notamment son armure, ses armes et ses implants.
L'un des aspects fondamentaux du gameplay réside dans la maîtrise de la Force. Le personnage principal, ainsi que les Jedi que le joueur peut contrôler, sont dotés d'une jauge de Force similaire aux barres de mana des jeux de rôle dits de fantasy, et comparable à celle indiquant les points de vie. Elle permet aux personnages qui en sont dotés d'utiliser les pouvoirs liés à la Force : des pouvoirs offensifs permettant d'infliger des dégâts aux unités ennemies, et défensifs comme la guérison ou l'augmentation de la résistance face à certains types d'attaques. Le nombre de points de Force est fonction du niveau de personnage, de sa classe ou encore de ses caractéristiques. L'orientation du héros entre les Côtés Lumineux et Obscur de la Force, a un rôle déterminant sur la progression : en fonction de ses actions, le héros penche davantage vers l'un ou l'autre, ce qui influence la nature des pouvoirs dont il dispose, ses compétences, et surtout le déroulement de l'histoire.
Par ailleurs, des trames de mission d'importance moindre parsèment le jeu : phases de courses, jeu de pazaak (jeu de cartes), etc.

### Combats

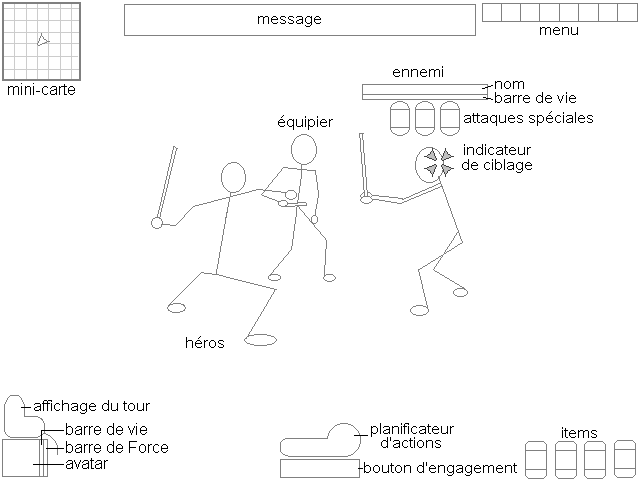
Interface des phases de combat

Les mécaniques de combat de Star Wars: Knights of the Old Republic s'appuient sur le d20 System, un système de jeu pour jeu de rôle sur papier conçu pour la 3e édition du jeu de rôle Donjons et Dragons. Il s'agit d'un système en semi-temps réel, c'est-à-dire que les affrontements ont lieu en temps réel, tout en observant les règles du tour par tour. Lorsque le personnage s'approche trop près d'un adversaire seul ou d'un groupe composé de plusieurs ennemis, le jeu se met automatiquement en pause, ce qui permet d'examiner la situation. Le joueur comprend ainsi la situation de danger, peut planifier ses actions dans le but d'engager le combat ou décider de fuir. Il lui suffit alors ensuite de désactiver la pause via une touche prévue à cet effet pour entamer ou fuir le combat.
Les coups s'infligent au tour par tour : une file d'attente d'actions apparaît au bas de l'écran et le joueur peut choisir, dans le menu tri-onglet rouge qui apparaît près de la cible, les attaques à effectuer. Il peut ainsi décider d'utiliser une arme de type grenade (onglet rouge de droite), des pouvoirs de la Force offensifs (onglet rouge du milieu), ou des mouvements spéciaux à l'aide de l'arme principale (onglet rouge de gauche). Si aucune action n'est ordonnée par le joueur, l'ordinateur se charge d'employer une attaque par défaut. Certaines options peuvent être indisponibles, notamment lorsque le joueur n'a plus suffisamment de points de Force, ou lorsqu'il est équipé d'une armure qui interdit le recours à certains pouvoirs offensifs. Au lieu de recourir à une attaque, il peut occuper une des places de la file d'attente avec l'utilisation d'un objet ou d'un pouvoir de défense. Le combat s'achève lorsque tous les membres d'un groupe ayant pris part au combat ont été éliminés, fussent-ce les adversaires ou le groupe choisi par le joueur. Si c'est ce dernier qui a été vaincu, alors un écran de game over s'affiche, suivi par le menu principal à partir duquel le joueur peut reprendre depuis une sauvegarde effectuée précédemment durant la partie.

### Dialogues
Au cours de l'aventure, le joueur peut, par l'intermédiaire du personnage principal, dialoguer avec d'autres personnages non-joueurs, y compris le reste de l'équipage. Lorsque le joueur décide de converser avec quelqu'un, Des phrases prédéfinies lui sont proposées, qui permettent d'entamer la conversation. La réponse de son interlocuteur dépend directement de la phrase choisie, laquelle peut être exprimée sur un ton soit neutre, soit agressif, soit bienveillant. La sélection entre l'un de ces tons a une incidence sur le comportement de l'interlocuteur, qui peut par exemple accepter d'accorder une quête au joueur, ou au contraire décider de l'attaquer. L'attitude du héros au cours de certains discussions a un impact déterminant sur le déroulement de l'histoire, certains étapes-clé survenant au cours de l'un de ces dialogues. En outre, en adoptant un comportement bien particulier au cours d'une conversation, le héros tend davantage vers le Côté Lumineux ou Obscur de la Force, ce qui a également une incidence sur la suite de l'histoire.
Lors de ces dialogues, les choix du joueur sont en grande partie conditionnés par son niveau de charisme : lorsque celui-ci gagne un niveau supplémentaire, il peut choisir d'attribuer des points supplémentaires dans cette caractéristique, ce qui lui permet d'accéder à certaines réponses bien particulières. Par exemple, il peut persuader son interlocuteur de lui remettre davantage d'argent après avoir accompli une quête, ou encore le menacer de le tuer s'il n'exécute pas une action que lui ordonne le joueur.

## Développement

### Genèse
En octobre 1999, des discussions s'engagent entre BioWare et LucasArts sur la création d'un jeu vidéo. Ce projet représente le premier partenariat entre les deux sociétés, ainsi que le tout premier jeu vidéo de rôle basé sur la franchise Star Wars. Ce n'est cependant pas la première fois que la production d'un jeu basé sur cette franchise est confiée à une autre société : la série X-Wing et Star Wars: Rogue Squadron ont été développés respectivement par Totally Games et Factor 5 dans les années 1990.
Au cours de ces discussions, LucasArts a demandé à son interlocuteur s'il préférerait développer un jeu basé sur Star Wars, épisode II : L'Attaque des clones, alors en production, ou bien se concentrer sur un titre se déroulant 4 000 ans avant les événements de la saga cinématographique. Le choix de BioWare s'est rapidement porté sur la seconde option, puisque cela permettait aux développeurs de créer eux-mêmes cette partie de l'univers étendu, et de ne pas rester focalisé sur le scénario du film précité. Concernant la réalisation graphique, le studio envisage de créer un jeu vidéo en trois dimensions, en vue à la troisième personne, et non en perspective isométrique, comme le fut Baldur's Gate.
Enfin, le choix des plates-formes sur lesquelles le jeu doit être adapté s'est immédiatement tourné vers le PC, compte tenu de l'expérience du studio canadien en matière de jeux sur ordinateur, mais aussi la Xbox, puisque le développement d'un jeu vidéo sur cette console est très proche de celui d'un jeu PC.
Après plusieurs semaines de dialogues, la préproduction est officiellement lancée au début de l'année 2000. La création du jeu dans son ensemble est confiée à BioWare, sauf la réalisation sonore qui reste à la charge de LucasArts. Au sein de l'équipe de développement figurent plusieurs des développeurs de Baldur's Gate et MDK 2.
Principaux membres de l'équipe de développement
- Chef de projet : Casey Hudson
- Scénariste : Drew Karpyshyn
- Lead designer : James Ohlen
- Directeur artistique : Derek Watts
- Lead programmeur : David Falkner
- Lead animateur : Steven Gilmour
- Designer technique : Preston Watamaniuk
- Producteur : Michael Gallo
- Assistant producteur : Julio Torres

### Moteur et bande originale
Star Wars: Knights of the Old Republic exploite l'Odyssey Engine, un moteur de jeu en 3D spécialement conçu par BioWare pour la conception du titre. Tirant parti d'Open GL, le moteur constitue une version améliorée et optimisée de l'Aurora Engine développé pour Neverwinter Nights. La réalisation graphique est très proche d'une plate-forme à l'autre, les deux versions - Xbox et PC - ayant été produites en parallèle. Seule une légère différence visuelle inhérente à la carte graphique intégrée à chacune des deux machines subsiste.

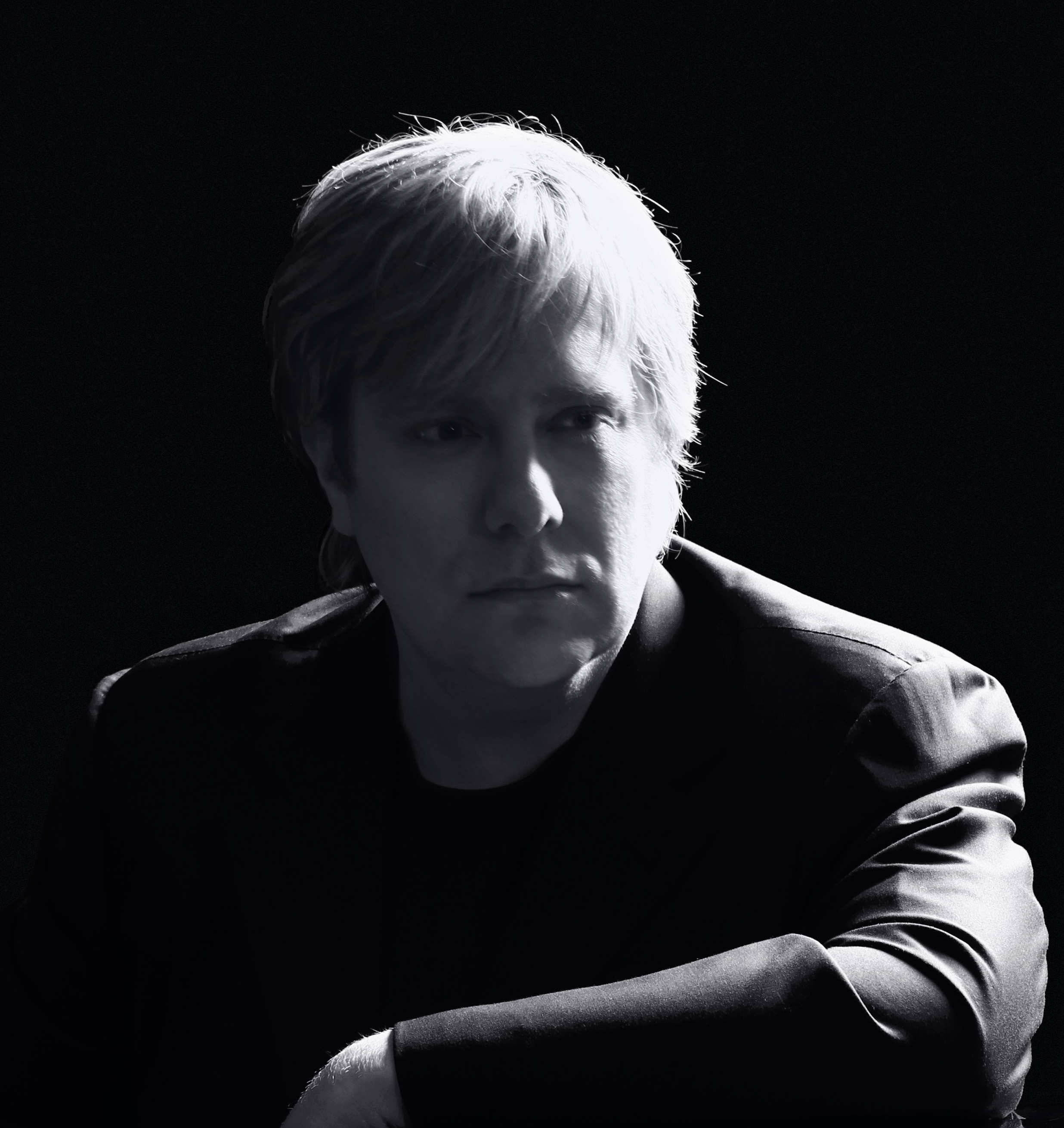
Jeremy Soule, compositeur de la bande originale.

Produite en interne dans les locaux de LucasArts, la réalisation sonore comprend les dialogues ainsi que la bande originale du jeu. La réalisation des dialogues a débuté environ six mois avant la sortie de la version bêta. Près d'une centaine de personnes ont prêté leur voix, parmi lesquelles plusieurs acteurs notoires, comme Edward Asner, Raphael Sbarge, Ethan Phillips, Jennifer Hale ou encore Phil LaMarr. Au total, plus de 15 000 lignes de dialogues ont été implantées dans la version finale du jeu. Si la quasi-totalité des dialogues sont en anglais, près de 10 % correspondent néanmoins à un langage alien, ce qui imposa à l'équipe de développement de s'inspirer d'un dictionnaire anglais-alien intitulé Star Wars: Galactic Phrase Book & Travel Guide: Beeps, Bleats, Boskas, and Other Common Intergalactic Verbiage.
La bande originale a été composée par Jeremy Soule, déjà responsable de la bande originale de plusieurs jeux vidéo à succès, parmi lesquels Total Annihilation et Icewind Dale.
| Liste des titres, | Liste des titres,         | Liste des titres,           | Liste des titres, | Liste des titres, | Liste des titres, | Liste des titres, | Liste des titres, | Liste des titres, | Liste des titres, |
| No                | Titre                     | Auteur                      | Durée             |                   |                   |                   |                   |                   |                   |
| ----------------- | ------------------------- | --------------------------- | ----------------- | ----------------- | ----------------- | ----------------- | ----------------- | ----------------- | ----------------- |
| 1.                | Startup Screen            | Jeremy Soule                | 0:15              |                   |                   |                   |                   |                   |                   |
| 2.                | Main Theme                | John Williams               | 1:31              |                   |                   |                   |                   |                   |                   |
| 3.                | The Old Republic          | Jeremy Soule                | 1:23              |                   |                   |                   |                   |                   |                   |
| 4.                | Taris Upper City          | Jeremy Soule                | 1:24              |                   |                   |                   |                   |                   |                   |
| 5.                | Apartments                | Jeremy Soule                | 1:25              |                   |                   |                   |                   |                   |                   |
| 6.                | Sith Guard Encounter      | Jeremy Soule                | 1:18              |                   |                   |                   |                   |                   |                   |
| 7.                | Taris Lower City          | Jeremy Soule                | 1:20              |                   |                   |                   |                   |                   |                   |
| 8.                | Javyar's Cantina          | Jeremy Soule                | 1:29              |                   |                   |                   |                   |                   |                   |
| 9.                | Taris Sewers              | Jeremy Soule                | 1:24              |                   |                   |                   |                   |                   |                   |
| 10.               | Rakghoul Attack           | Jeremy Soule                | 1:21              |                   |                   |                   |                   |                   |                   |
| 11.               | The Black Vulkars         | Jeremy Soule                | 1:20              |                   |                   |                   |                   |                   |                   |
| 12.               | Bastila Shan              | Jeremy Soule                | 1:30              |                   |                   |                   |                   |                   |                   |
| 13.               | The Leviathan             | Jeremy Soule                | 0:41              |                   |                   |                   |                   |                   |                   |
| 14.               | Pazaak                    | Jeremy Soule                | 1:29              |                   |                   |                   |                   |                   |                   |
| 15.               | Inside The Sith Base      | Jeremy Soule                | 1:27              |                   |                   |                   |                   |                   |                   |
| 16.               | Battle At Davik's Estate  | Jeremy Soule                | 1:22              |                   |                   |                   |                   |                   |                   |
| 17.               | Arrival At Dantooine      | Jeremy Soule                | 0:23              |                   |                   |                   |                   |                   |                   |
| 18.               | The Jedi Academy          | Jeremy Soule                | 1:16              |                   |                   |                   |                   |                   |                   |
| 19.               | Dantooine Outback         | Jeremy Soule                | 1:19              |                   |                   |                   |                   |                   |                   |
| 20.               | Mandalorian Battle        | Jeremy Soule                | 1:32              |                   |                   |                   |                   |                   |                   |
| 21.               | Kinrath Cave              | Jeremy Soule                | 1:22              |                   |                   |                   |                   |                   |                   |
| 22.               | Ancient Ruins             | Jeremy Soule                | 1:21              |                   |                   |                   |                   |                   |                   |
| 23.               | Guard Droids              | Jeremy Soule                | 1:30              |                   |                   |                   |                   |                   |                   |
| 24.               | Tatooine                  | Jeremy Soule                | 1:29              |                   |                   |                   |                   |                   |                   |
| 25.               | Anchorhead Street Fight   | Jeremy Soule                | 1:17              |                   |                   |                   |                   |                   |                   |
| 26.               | Tatooine Dune Sea         | Jeremy Soule                | 1:34              |                   |                   |                   |                   |                   |                   |
| 27.               | Desert Wraid Attack       | Jeremy Soule                | 1:18              |                   |                   |                   |                   |                   |                   |
| 28.               | Tusken Enclave            | Jeremy Soule                | 1:24              |                   |                   |                   |                   |                   |                   |
| 29.               | Sand People Ambush        | Jeremy Soule                | 1:21              |                   |                   |                   |                   |                   |                   |
| 30.               | Czerka Corporation        | Jeremy Soule                | 1:25              |                   |                   |                   |                   |                   |                   |
| 31.               | Ahto City                 | Jeremy Soule                | 1:29              |                   |                   |                   |                   |                   |                   |
| 32.               | Ahto Sith Battle          | Jeremy Soule                | 1:17              |                   |                   |                   |                   |                   |                   |
| 33.               | Hraken Station            | Jeremy Soule                | 1:29              |                   |                   |                   |                   |                   |                   |
| 34.               | Selkath Fight             | Jeremy Soule                | 1:26              |                   |                   |                   |                   |                   |                   |
| 35.               | Kashyyyk                  | Jeremy Soule                | 1:21              |                   |                   |                   |                   |                   |                   |
| 36.               | The Shadowlands           | Jeremy Soule                | 1:25              |                   |                   |                   |                   |                   |                   |
| 37.               | Confronting Darth Bandon  | Jeremy Soule                | 1:26              |                   |                   |                   |                   |                   |                   |
| 38.               | Korriban Sith Academy     | Jeremy Soule                | 1:31              |                   |                   |                   |                   |                   |                   |
| 39.               | Uthar Wynn's Trials       | Jeremy Soule                | 1:17              |                   |                   |                   |                   |                   |                   |
| 40.               | Captured By The Leviathan | Jeremy Soule                | 1:19              |                   |                   |                   |                   |                   |                   |
| 41.               | Darth Malak               | Jeremy Soule                | 1:33              |                   |                   |                   |                   |                   |                   |
| 42.               | The Unknown World         | Jeremy Soule                | 1:21              |                   |                   |                   |                   |                   |                   |
| 43.               | Rancor Battle             | Jeremy Soule                | 1:23              |                   |                   |                   |                   |                   |                   |
| 44.               | The Temple                | Jeremy Soule                | 1:18              |                   |                   |                   |                   |                   |                   |
| 45.               | Last Chance               | Jeremy Soule                | 0:31              |                   |                   |                   |                   |                   |                   |
| 46.               | Aboard The Starforge      | Jeremy Soule                | 1:22              |                   |                   |                   |                   |                   |                   |
| 47.               | The Sith                  | Jeremy Soule                | 2:04              |                   |                   |                   |                   |                   |                   |
| 48.               | The Last Confrontation    | Jeremy Soule                | 1:23              |                   |                   |                   |                   |                   |                   |
| 49.               | Finale & End Credits      | Jeremy Soule, John Williams | 7:48              |                   |                   |                   |                   |                   |                   |
| 2:03:53           |                           |                             |                   |                   |                   |                   |                   |                   |                   |

### Présentations
Le développement du jeu est pour la première fois révélé au public en juillet 2000, lorsque BioWare et LucasArts annoncent un partenariat en vue de créer un jeu vidéo de rôle sur PC et consoles nouvelle génération. Même si le titre du jeu n'est pas encore dévoilé, les premières informations indiquent que l'histoire devrait se dérouler dans une partie encore non exploitée de l'univers étendu de Star Wars, quatre millénaires avant les événements de La Menace Fantôme.
Star Wars: Knights of the Old Republic est officiellement dévoilé lors de l'E3 2001, au cours d'une présentation réservée à la presse,. Celle-ci a été très enthousiasmée par cette annonce, comme en témoignent les récompenses attribuées au jeu, malgré une présentation de quelques minutes seulement,. La date de sortie est alors temporairement fixée à l'année 2002. En février 2002, le titre est néanmoins repoussé de plusieurs mois sur Xbox, tandis que la version PC n'est pas attendue avant le début de l'année 2003, afin d'éviter que la sortie du jeu ne coïncide avec celle de Star Wars Galaxies, le jeu de rôle en ligne massivement multijoueur développé par Verant Interactive.
Lors de l'E3 2002, le public a enfin la possibilité d'essayer une version jouable du jeu, grâce à une démo mise en place par BioWare, mais uniquement sur Xbox. Une version jouable sur PC est finalement proposée à la presse au cours de la 3e édition de la Game Developers Conference en mars 2003. Présenté à nouveau lors de l'E3 2003, il s'impose comme l'un des jeux de rôle majeurs du salon, ce qui lui permet de remporter plusieurs récompenses décernées par la presse spécialisée et d'être nommé au prix du meilleur jeu de rôle lors de la cérémonie de remise des Game Critics Awards, prix finalement décerné à Fable. Le 9 juillet 2003, LucasArts annonce officiellement la fin du développement du jeu, et fixe la date de sortie nord-américaine au 16 juillet sur Xbox, la version PC restant prévue pour la fin de l'année. Celle-ci sort finalement le 18 novembre 2003, avec un rendu sensiblement identique à celui de la version console, les développeurs ayant surtout concentré leurs efforts sur le remaniement de l'interface afin que celle-ci s'adapte à l'usage du clavier et de la souris. Un nouvel environnement a en outre été ajouté : une station spatiale en orbite autour de Yavin 4, qu'il est également possible de télécharger sur Xbox via le Xbox Live.

## Distribution
Sources : version originale (VO) sur IMDb, version française (VF) sur AlloDoublage,,.

### Voix originales
- Revan : Rino Romano
- Bastila Shan : Jennifer Hale
- Carth Onasi : Raphael Sbarge
- Mission Vao : Catherine Taber
- Juhani : Courtenay Taylor
- Canderous Ordo : John Cygan
- Jolee Bindo : Kevin Michael Richardson
- HK-47 : Kristoffer Tabori
- Maître Vrook Lamar : Edward Asner
- Maître Dorak : André Sogliuzzo
- Zaerdra : Hilary Huber
- Uthar Wynn : Tom Kane
- Dark Malak : Rafael Ferrer

### Voix françaises
- Bastila Shan : Véronique Desmadryl
- Mission Vao : Karine Foviau
- Juhani : Caroline Pascal

## Accueil

### Critiques et ventes
Star Wars: Knights of the Old Republic a été unanimement acclamé par l'ensemble de la presse spécialisée, en particulier sur Xbox. GameRankings lui attribue une moyenne de 94,13 %, soit la meilleure note jamais attribuée à un jeu de rôle à sa sortie (il conserve la première place jusqu'à la sortie de Mass Effect 2, un autre jeu de Bioware, en janvier 2010), ainsi que le 5e meilleur score pour un jeu Xbox. Les notes attribuées par la presse sont légèrement inférieures sur PC, en raison de problèmes de frame rate et de stabilité constatés sur cette version.
De l'avis général, le gameplay représente l'un des points forts du jeu : combinant habilement phases d'exploration, combats et dialogues, le titre propose pour une même situation une multitude d'approches, qui vont du recours à la force au piratage informatique,, en passant par la persuasion. Le système de dialogues a tout particulièrement reçu les faveurs de la presse, d'une part en raison de sa densité (plusieurs milliers de lignes incorporées) et d'autre part en raison de son impact sur le déroulement du jeu,. La dualité entre le côté lumineux et le côté obscur de la Force a également été ovationnée, celle-ci permettant d'appréhender le jeu de façon totalement différente, et même d'influencer le cours de l'histoire. De ce fait, la durée de vie s'avère très importante, compte tenu du temps nécessaire afin d'accomplir la quête principale, du nombre de quêtes annexes proposées, et surtout du potentiel de rejouabilité qu'offre le changement d'alignement.
Le scénario de Star Wars: Knights of the Old Republic a également été encensé par la critique : les médias ont salué l'initiative de BioWare, parvenu à développer une partie entière de l'univers étendu de Star Wars encore non exploitée jusqu'à présent, tout en respectant l'esprit de la saga. GameSpot estime que le jeu est « encore plus digne de porter le nom Star Wars que n'importe quel autre produit Star Wars depuis des années, y compris les deux derniers films ».
La réalisation globale a davantage divisé les sites : la bande-son a été dans l'ensemble très bien accueillie, IGN allant jusqu'à évoquer « le meilleur doublage [américain] jamais réalisé dans un jeu vidéo » et des « effets sonores parfaits ». À l'inverse, la réalisation graphique a été jugée très inégale, Gamekult évoquant des « décors souvent superbes » mêlés à un character design très répétitif. Le défaut technique le plus souvent évoqué par les médias reste le frame rate, qualifié de « déplorable » par Jeuxvideo.com, aussi bien sur Xbox que sur PC.
Le 1er août 2003, LucasArts annonce dans un communiqué que la version Xbox de Star Wars: Knights of the Old Republic s'est écoulée à plus de 270 000 exemplaires à l'issue de ses deux premières semaines de commercialisation aux États-Unis, ce qui constitue selon l'éditeur le meilleur lancement jamais réalisé par un jeu sur cette console. Plus de trois millions de copies du jeu ont été vendues à ce jour, dont deux millions sur Xbox.

### Récompenses
Le jeu a été nommé à de nombreuses reprises et a remporté plusieurs récompenses notables, parmi lesquelles un BAFTA Games Award, trois Game Developers Choice Awards et trois Interactive Achievement Awards.
Au terme de l'année 2003, plusieurs sites spécialisés ou généralistes ont décerné à Star Wars: Knights of the Old Republic le prix tant convoité de « Jeu de l'année ». D'autres prix, notamment ceux du « jeu de rôle de l'année », du « jeu Xbox de l'année » ou du « jeu PC de l'année » ont également été attribués par ces mêmes sites. Enfin, pas moins de dix médias vidéoludiques ont remis au titre de BioWare le label de qualité « Editor's Choice Awards ».
| - G-Phoria Tech TV - Computer Games Magazine - The Space Channel - Computer Gaming World - PC Gamer - Official Xbox Magazine - 1UP.com - IGN - GameSpy - Amazon.com - Gamefly | - Games Domain - TechTV's X-Play - RPG Vault - San Francisco Chronicle - DailyGame - Marin Independant Journal - Pittsburgh Tribune Review - Extrem Gamer - Console Gold - Game Revolution - Netjak |

Festivals de jeu vidéo
- E3 Game Critics Awards 2003[54]
  - Nommé au prix du meilleur jeu de rôle
- Imagina Games Awards 2004[55]
  - Nommé au prix du meilleur scénariste
  - Nommé au prix du meilleur responsable son

Prix de professionnels
- BAFTA Games Awards 2003[49]
  - Prix du jeu de l'année sur Xbox
- 4e Game Developers Choice Awards[50]
  - Prix du jeu de l'année
  - Prix du meilleur personnage original pour HK-47
  - Prix d'excellence scénaristique pour David Gaider, Drew Karpyshyn, Luke Kristjanson et Peter Thomas
  - Nommé au prix d'excellence en game design pour Casey Hudson et James Holey
- 7e Interactive Achievement Awards[51]
  - Prix du meilleur jeu de rôle de l'année sur console
  - Prix du meilleur jeu de rôle de l'année sur ordinateur
  - Prix du meilleur personnage ou développement scénaristique
  - Nommé au prix du jeu sur console de l'année
  - Nommé au prix de l'innovation pour un jeu sur ordinateur
  - Nommé au prix de l'innovation pour un jeu sur console
  - Nommé au prix du meilleur game design
  - Nommé au prix de la meilleure technologie gameplay

## Postérité

### Influence
Malgré un nombre considérable de jeux vidéo basés sur l'univers de Star Wars, très peu sont parvenus à se démarquer par leurs qualités, et à devenir de véritables références dans leur domaines respectifs. Les séries X-Wing, Dark Forces / Jedi Knight et Rogue Squadron font partie des quelques titres ayant bénéficié d'une certaine notoriété. Dès sa sortie, Star Wars: Knights of the Old Republic a été considéré comme l'un des meilleurs jeux vidéo Star Wars jamais créés, et fait encore aujourd'hui figure de référence au sein de la communauté des joueurs.
Par ailleurs, le jeu a été jugé par la critique comme l'un des meilleurs jeux sortis sur Xbox, et plus généralement comme l'un des meilleurs jeux de tous les temps. Il a ainsi été classé à la 2e place des 25 meilleurs jeux de la Xbox par le magazine GameSpy et à la 4e place par IGN. Le jeu figure également en 21e position des jeux les plus mémorables de 1999 à 2003 selon GameSpy, et en 3e position des meilleurs jeux des années 2000 selon IGN. Enfin, ce même site lui octroie la 27e place des meilleurs jeux de tous les temps dans un classement établi en 2007.
Star Wars: Knights of the Old Republic marque une étape décisive dans la vie du studio BioWare. Même si la société avait déjà développé le jeu MDK 2 sur Dreamcast, puis sur PlayStation 2, leur dernier titre signe définitivement leur entrée sur le marché du jeu vidéo pour consoles de salon, ainsi que sur le développement de jeux multi-supports. Après la sortie de Knights of the Old Republic, la plupart de leurs produits sont commercialisés simultanément sur PC et consoles. En outre, le jeu marque le début d'un partenariat privilégié avec la société Microsoft, qui bénéficie par la suite de certaines exclusivités — temporaires ou permanentes — sur ses machines successives, la Xbox puis la Xbox 360 : Jade Empire en 2005, Mass Effect en 2007 et enfin Mass Effect 2 en 2010. Enfin, le succès critique et commercial du jeu permit à la société de remporter de nombreuses récompenses et incita LucasArts à se tourner de nouveau vers elle pour le développement de leur dernier MMORPG, Star Wars: The Old Republic, sorti exclusivement sur PC en décembre 2011.

### Héritage
Sorti initialement sur PC et Xbox en 2003, Star Wars: Knights of the Old Republic a été plusieurs fois réédité par LucasArts sur chacun de ces deux supports. Le 13 août 2004, le jeu intègre la collection « Platinum Hits », permettant aux joueurs de l'acheter neuf pour un peu moins de vingt dollars. Le 15 novembre 2006, LucasArts annonce la sortie de Star Wars: The Best of PC, une compilation regroupant Knights of the Old Republic ainsi que cinq autres titres : Star Wars: Empire at War, Star Wars: Battlefront, Star Wars Jedi Knight II: Jedi Outcast, Star Wars: Republic Commando et une version d'essai de Star Wars Galaxies. Enfin, l'éditeur profite de la Penny Arcade Expo organisée le 5 septembre 2009 pour annoncer l'arrivée du jeu en téléchargement sur Steam et Direct2Drive.
Une suite intitulée Star Wars: Knights of the Old Republic 2 - The Sith Lords est sortie en décembre 2004 sur Xbox et PC. Se déroulant cinq ans après les événements du premier opus, elle relate l'aventure d'un Chevalier Jedi chassé de l'Ordre pour avoir pris part aux Guerres mandaloriennes, et désormais traqué par les Seigneurs Sith qui voient en lui le dernier des Jedi,. Développé par le jeune studio Obsidian Entertainment, ce second épisode a reçu un accueil plus réservé, notamment en raison de multiples problèmes de finition, d'un manque cruel d'innovation et d'un scénario jugé confus par la critique. Malgré les pressions de la communauté, aucun Knights of the Old Republic III ne voit pas le jour, celui-ci étant écarté par LucasArts au profit d'un jeu de rôle en ligne massivement multijoueur, officiellement dévoilé le 21 octobre 2008. Intitulé Star Wars: The Old Republic, son développement a été confié à BioWare pour une sortie le 20 décembre 2011. L'histoire se déroule 300 ans après les faits relatés dans KOTOR II.
Parallèlement aux jeux vidéo, une série de comics intitulée Chevaliers de l'ancienne République et éditée par Dark Comics est sortie en 2006. Se situant chronologiquement huit ans avant les événements de Star Wars: Knights of the Old Republic, elle retrace la vie d'un Padawan dénommé Zayne Carrick, accusé à tort d'avoir massacré plusieurs de ses condisciples, et entraîné malgré lui dans les Guerres mandaloriennes.
En mai 2013, afin de fêter les 10 ans du jeu vidéo, Aspyr Media sort une version mobile sur IPad. En 2018, pour les 15 ans du jeu vidéo, les principaux personnages tels que Revan, Bastila Shan, et Jolee Bindo, sont ajoutés au jeu Star Wars: Galaxy of Heroes,.